# Hazel Scott
Hazel Scott (11 de junio de 1920 - 2 de octubre de 1981) fue una pianista, cantante de jazz y música clásica, así como actriz trinitense. Fue una artista aclamada por la crítica y una abierta activista en contra de la discriminación racial y la segregación. Usó su influencia para mejorar la representación de la comunidad negra en el cine.
Nacida en Puerto España, Scott se mudó a la ciudad de Nueva York con su madre a la edad de cuatro años. Scott fue una niña prodigio musical, y recibió becas para estudiar en la Juilliard School cuando tenía ocho años. En su adolescencia, interpretó en una banda de jazz. También interpretó música para la radio.
Se destacó como cantante de jazz durante las décadas de 1930 y 1940. En 1950, se convirtió en la primera estadounidense negra en presentar su propio programa de televisión, The Hazel Scott Show. Su carrera en Estados Unidos se tambaleó después de que testificó ante el Comité de Actividades Antiestadounidenses en 1950 durante la era McCarthy. Posteriormente, Scott se mudó a París en 1957 y comenzó a interpretar en Europa, y no regresó a los Estados Unidos hasta 1967.

## Biografía

### Primeros años
Nacida en Puerto España, Trinidad y Tobago, el 11 de junio de 1920, Hazel Dorothy Scott era hija única de R. Thomas Scott, un académico de África Occidental de Liverpool, Inglaterra, y Alma Long Scott, una pianista de formación clásica. y profesor de música. En 1924, la familia se mudó a Estados Unidos y se estableció en Harlem, Nueva York. En ese momento, Scott podía tocar cualquier cosa que escuchara en el piano. Con la guía y el entrenamiento de su madre, dominó las técnicas avanzadas del piano y fue etiquetada como una niña prodigio. Unos años más tarde, cuando Scott tenía ocho años, el profesor Paul Wagner de la Juilliard School of Music, la aceptó como su propia alumna. En 1933, su madre organizó su propia "Alma Long Scott's All-Girl Jazz Band", donde Scott tocaba el piano y la trompeta.

### Carrera musical y artística

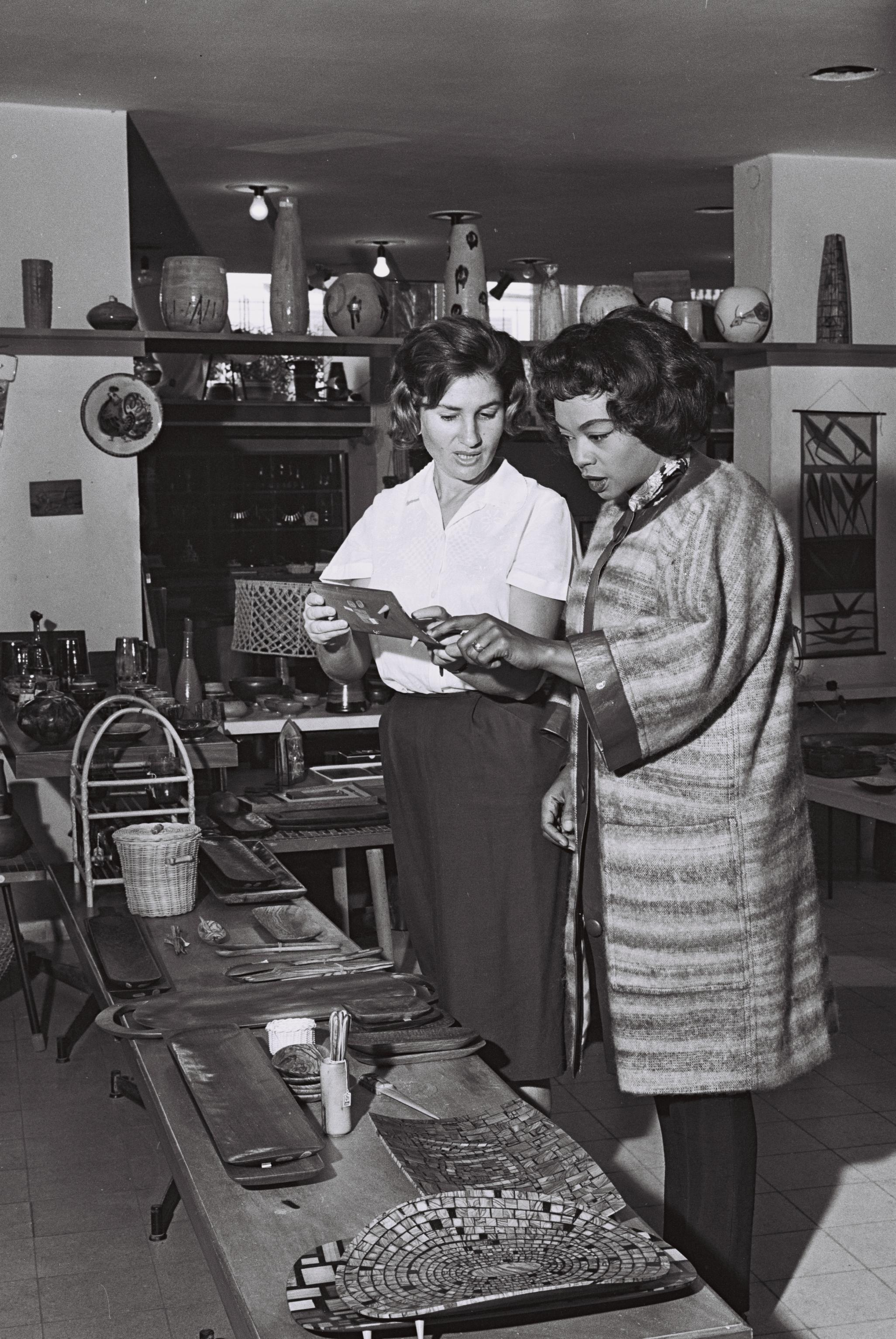
Hazel Scott durante una visita a Israel, 1962

A la edad de 16 años, Hazel Scott interpretaba regularmente para programas de radio del Mutual Broadcasting System, ganando reputación como la "hot classicist". A mediados de la década de 1930, también tocó en el Roseland Dance Hall con la Count Basie Orchestra. Sus primeras apariciones en teatro musical en Nueva York incluyeron el Cotton Club Revue of 1938, Sing Out the News y The Priorities of 1942.
Durante las décadas de 1930 y 1940, Scott interpretó jazz, blues, baladas, canciones de Broadway y boogie-woogie y música clásica en varios clubes nocturnos. Gracias a la visión de Barney Josephson, la propietaria de Café Society, de establecer un lugar donde artistas de todos los grupos étnicos pudieran interpretar, de 1939 a 1943. Scott fue una de las intérpretes que despertó mayor interés en las sucursales de Café Society, tanto en el centro como en la zona residencial. Sus interpretaciones crearon prestigio nacional sobre la práctica de "swinging los clásicos". En 1945, Scott ganaba 75.000 dólares (1,065,111 dólares de la actualidad) al año.
Además de Lena Horne, Scott fue una de las primeras mujeres afrocaribeñas en obtener papeles respetables en las principales películas de Hollywood. Actuó como ella misma en varios largometrajes, en particular I Dood It (MGM, 1943), Broadway Rhythm (MGM, 1944) con Lena Horne, en el reparto de The Heat's On (Columbia, 1943) con el resto de actores blancos; en Something to Shout About (Columbia, 1943) y Rhapsody in Blue (Warner Bros, 1945). En la década de 1940, además de sus apariciones en películas, apareció en los conciertos From Bach to Boogie-Woogie de Café Society en 1941 y 1943 en el Carnegie Hall.
Variety informó que "Hazel Scott tiene un pequeño y atractivo espectáculo en este modesto paquete", siendo su "elemento más atractivo" la propia Scott.

## Activismo y lista negra

### Lucha por los derechos civiles
Scott llevaba mucho tiempo comprometida con los derechos civiles, especialmente en Hollywood. Se negó a tomar papeles en Hollywood que la representaran como una "doncella cantante". Cuando comenzó a actuar en películas de Hollywood, insistió en tener privilegios para la edición final cuando se trataba de su apariencia. Además, solicitaba controlar su propio guardarropa para poder usar su propia ropa si sentía que las opciones del estudio eran inaceptables. Su última ruptura con Harry Cohn de Columbia Pictures involucró "un disfraz que ella sentía que estereotipaba a los negros". Scott también se negó a actuar en lugares donde hubiera segregación cuando estaba de gira. Una vez fue escoltada desde la ciudad de Austin, Texas por Texas Rangers porque se negó a actuar cuando descubrió que los clientes blancos y negros estaban sentados en áreas separadas. "¿Por qué alguien viene a escucharme, una negra (a Negro) y se niega a sentarse junto a alguien como yo?", le dijo a la revista Time 
En 1949, Scott presentó una demanda contra los propietarios de un restaurante de Pasco, Washington, cuando una camarera se negó a servir a Scott y a su compañera de viaje, la Sra. Eunice Wolfe, porque "eran Negroes". La victoria de Scott ayudó a los afroamericanos a desafiar la discriminación racial en Spokane, así como a inspirar a las organizaciones de derechos civiles a "presionar a la legislatura del estado de Washington para que promulgara la Ley de Alojamientos Públicos" en 1953.

### Macartismo
Con el advenimiento del Red Scare en la industria de la televisión, el nombre de Scott apareció en Red Channels: A Report on Communist Influence in Radio and Television en junio de 1950. En un esfuerzo por limpiar su nombre, Scott se presentó voluntariamente ante el Comité de Actividades Antiestadounidenses (HUAC, por sus siglas en inglés), el 22 de septiembre de 1950, e insistió en leer una declaración preparada ante el HUAC. Ella negó haber estado "alguna vez conectada a sabiendas con el Partido Comunista o cualquiera de sus organizaciones fachada". Sin embargo, afirmó que había apoyado la candidatura del miembro del Partido Comunista Benjamin J. Davis para el Concejo Municipal, argumentando que Davis fue apoyado por socialistas, un grupo que "ha odiado a los comunistas durante más tiempo y más ferozmente que cualquier otro". También expresó su frustración con la cantidad masiva de acusaciones falsas a los artistas y ofreció la sugerencia de utilizar "métodos democráticos para eliminar de inmediato un buen número de cargos irresponsables". Scott concluye su declaración al HUAC con un pedido de que los artistas no estén "cubiertos con el barro de la calumnia y la inmundicia del escándalo" al demostrar su lealtad a Estados Unidos.
Su programa de variedades de televisión, The Hazel Scott Show, fue cancelado una semana después de que Scott apareciera ante el HUAC, el 29 de septiembre de 1950. Scott sufrió una crisis nerviosa en 1951. Al recuperar la salud, tocó con Charles Mingus y Max Roach. Scott continuó interpretando en los Estados Unidos y Europa, incluso consiguió contratos esporádicos en programas de variedades de televisión como Cavalcade of Stars y fue protagonista invitada en un episodio de la serie musical Wonderful Town de Faye Emerson de CBS Television. El breve programa de televisión de Scott "brindó un rayo de esperanza para los espectadores afroamericanos" durante una época de prejuicios raciales continuos en la industria de la radiodifusión y dificultades económicas para los músicos de jazz en general. Scott siguió oponiéndose públicamente al macartismo y la segregación racial a lo largo de su carrera.

### Francia (1957-67)
Para evadir las consecuencias políticas en los Estados Unidos, Scott se mudó a París en 1957. Apareció en la película francesa Le désordre et la nuit (1958). En 1963, marchó con varios otros expatriados afroamericanos, incluido James Baldwin, a la Embajada de Estados Unidos en París para demostrar su apoyo a la Marcha en Washington por el trabajo y la libertad.

### Últimos años de Estados Unidos (1967-81)
No regresó a los Estados Unidos hasta 1967. Para entonces, el Movimiento de Derechos Civiles había llevado a una legislación federal que acababa con la segregación racial y hacía cumplir la protección de los derechos de voto de todos los ciudadanos, además de otros avances sociales.
Scott continuó tocando ocasionalmente en clubes nocturnos, mientras también aparecía en la televisión diurna hasta el año de su muerte. Hizo su debut como actriz en la televisión en 1973, en la telenovela diurna de ABC One Life to Live, interpretando una canción de boda en las nupcias de su "prima en pantalla" Carla Gray Hall, interpretada por Ellen Holly .

## Vida personal
En 1945, Scott se casó con el ministro bautista y congresista estadounidense Adam Clayton Powell. Tuvieron un hijo, Adam Clayton Powell III, pero se divorciaron en 1960 después de una separación. Su unión provocó controversia, ya que Powell estaba casado cuando comenzó su relación. A finales de 1960 los dos se divorciaron y Powell se casó con su secretaria.
El 19 de enero de 1961, se casó con Ezio Bedin, un comediante suizo-italiano quince años menor que ella; se divorciaron unos años después, antes de que ella regresara a Estados Unidos. La religión de Hazel Scott era el Bahaísmo.

### Muerte
El 2 de octubre de 1981, Hazel Scott murió de cáncer en el Hospital Mount Sinai de Manhattan. Tenía 61 años y le sobrevivió su hijo Adam Clayton Powell III. Fue enterrada en el cementerio de Flushing en Queens, Nueva York, cerca de otros músicos como Louis Armstrong, Johnny Hodges y Dizzy Gillespie (que murió en 1993).

## Legado
Scott era reconocida como una pianista de jazz virtuosa, además de sus éxitos en la actuación dramática y la música clásica. También utilizó su condición de una de las artistas afroamericanas más conocidas de su generación para destacar los problemas de la injusticia racial y los derechos civiles. Scott grabó como líder de varios grupos para Decca, Columbia y Signature, entre ellos un trío compuesto por Bill English y el contrabajista Martin Rivera, y otro trío con Charles Mingus en el bajo y Rudie Nichols en la batería. Su álbum de 1955 Relaxed Piano Moods en el sello Debut Record, con Mingus y Max Roach, es generalmente su trabajo más apreciado por la crítica actual. Su estilo de swing único y la fusión de influencias clásicas y de jazz la mantuvieron en demanda de conciertos hasta el final de su vida.
La cantante y compositora Alicia Keys citó a Scott como su inspiración para su interpretación en la 61.ª entrega de los premios Grammy, diciendo: "He estado pensando en las personas que me inspiran; un saludo a Hazel Scott, siempre he querido tocar dos pianos".
En 2020 fue el tema del programa de BBC World Service, titulado Hazel Scott: Jazz star and barrier breaker en la serie The Forum.

## Discografía seleccionada
- Swinging the Classics: Piano Solos in Swing Style with Drums (Decca #A-212 [78rpm 3-disc album set], 1941)
- Her Second Album of Piano Solos with Drums Acc. (Decca #A-321 [78rpm 3-disc album set], 1942)
- A Piano Recital (Signature #S-1 [78rpm 4-disc album set], 1946)
- Great Scott! (Columbia #C-159 [78rpm 4-disc album set], 1948; Columbia #CL-6090 [10" LP], 1950)
- Two Toned Piano Recital (Coral #CRL-56057 [10" LP], 1952)
- Hazel Scott's Late Show (Capitol #H-364 [10" LP], 1953)
- Relaxed Piano Moods (Debut #DLP-16 [10" LP], 1955)
- 'Round Midnight (Decca #DL-8474, 1957)
- Always (Image Records #IM-307, 1979)
- After Hours (Tioch Digital Records #TD-1013, 1983)